# I've Got Your Number
I've Got Your Number è un film del 1934 diretto da Ray Enright.
È una commedia a sfondo romantico statunitense con Joan Blondell, Pat O'Brien e Allen Jenkins.

## Produzione
Il film, diretto da Ray Enright su una sceneggiatura di Warren Duff e Sidney Sutherland e un soggetto di William Rankin, fu prodotto da per la Warner Bros. Pictures e girato nei Warner Brothers Burbank Studios a Burbank, California, dal novembre 1933. Il titolo di lavorazione fu  Hell's Bells.

## Distribuzione
Il film fu distribuito negli Stati Uniti dal 24 febbraio 1934 al cinema dalla Warner Bros. Pictures (come The Vitaphone Corp.).
Altre distribuzioni:
- in Spagna (Ya sé tu número)
- in Grecia (Mystiriodes tilefonima)